# Модел на трите свята
В политическата терминология термините Първи свят, Втори свят и Трети свят първоначално са използвани за разделяне на нациите в света на три категории. Пълното премахване на статуквото отпреди Втората световна война оставя две световни сили (Съединените щати и Съветския съюз) да се борят за окончателно глобално надмощие, периодът е известен като Студена война. Те създават два съюза, известни като Западен блок и Източен блок, които са в основата на концепциите за Първия и Втория свят. Третият свят се състои от онези страни, които не са свързани с нито един от съюзите.
Днес обозначенията Първи и Трети свят обикновено се използват за да се различават развитите страни отразвиващите се страни.

## История

### Студената война
В началото на Студената война НАТО и Варшавският договор са създадени съответно от Съединените щати и Съветския съюз. Те също се наричат Западен блок и Източен блок. Условията в тези два блока са толкова различни, че са направо два различни свята, но без да са номерирани „първи“ и „втори“. Началото на Студената война е поставено от известната реч на Уинстън Чърчил за „Желязната завеса“. В тази реч, Чърчил описва разделението на Запада и Изтока, казвайки че е толкова солидно, че е като че ли между двата блока има желязна завеса.
През 1952 г. френският демограф Алфред Сови въвежда термина Трети свят по аналогия с трите съсловия във Франция преди Френската революция. Първите две съсловия са били аристокрацията и духовенството, а всички останали са съставлявали третото съсловие. Сови сравнява капиталистическия свят (т.е. Първия свят) с аристокрацията и комунистическия свят (т.е. Втория свят) с духовенството. Страните от Първия свят се характеризират с икономически просперитет, технологичен напредък и политическа стабилност, докато страните от Втория свят се характеризират с контролирани от държавата икономики и централизирани политически структури. Точно както третото съсловие включва всички останали, Сови нарича всички страни, които не са в това разделение от Студената война, Трети свят т.е. това са необвързаните държави, незамесени в „конфликта Изток-Запад“. Страните от Третия свят често се описват като развиващи се нации с различни икономически, социални и политически условия. С директното въвеждане на термина Трети свят, първите две групи стават известни съответно като „Първи свят“ и „Втори свят“. Така възниква моделът на трите свята.
Въпреки това, вождът на племето Шусвап Джордж Мануел критикува модела на трите свята, считайки го за остарял. В книгата си от 1974 г. Четвъртият свят: Индианската реалност той описва появата на Четвърти свят, като въвежда термина. Четвъртият свят се отнася до „нации“, например културни единици и етнически групи от коренно население, които нямат държави в традиционния смисъл. По-скоро те живеят в рамките на, или извън държавните граници (виж Първите нации). Един пример са индианците от Северна Америка, Централна Америка, Южна Америка и Карибиските острови.

### След Студената война
С разпадането на Съветския съюз през 1991 г. Източният блок престава да съществува; с него отпада и цялата приложимост на термина Втори свят в традиционния смисъл, но той все още бива използван в икономически и социален смисъл.